# Irakiske tyrkere
Irakiske tyrkere eller irakiske turkmenere, som de også kaldes, er den tredje største folkegruppe i Irak og regnes af det irakiske parlamentet som en af de tre grundlæggende etniske grupper i Irak sammen med arabere og kurdere . De udgør skønsvis 2-3 millioner eller 6-10 % af befolkningen I Irak. De er spredt over områder, som omfatter blandt andet Kirkuk, Arbil, Mosul, Tel Afer og Bagdad. Området kaldes også Turkmeneli. I Tel Afer (turkmensk Telafer) udgør turkmenere mere end 90 % af befolkningen.

## Antal turkmenere
I følge den internationalt anerkendte folketælling fra 1957 udgjorde turkmenere 9 % af befolkningen i Irak, mens kurdere udgjorde 13 % og resten var stort set arabere.. Skøn for antallet turkmenere i dag varierer mellem 3-13 %, men er stort set anslået til at udgøre 9 % af Iraks befolkning.

## Turkmener eller tyrker
Irakiske tyrkere (turkmenere) må ikke forveksles med turkmenere fra Turkmenistan. Ordet tyrker og turkmener har blevet brugt jævnsides i lang tid, men frem til 1959 blev turkmenere registrerede som tyrkere i Irak. Fra og med 1959 besluttede det irakiske regime at kalde irakiske tyrkere officielt for "turkmenere", hensigten var antagelig et politisk forsøg på at isolere dem og få dem til at glemme deres rødder i Tyrkiet. Helt siden den gang har turkmenere været udsatte for assimilationspolitik. Assimileringen var størst under Saddams regime.

## Assimilation og arabificering af turkmenere
Turkmenere har sammen med kurdere været udsatte for assimilation og forfølgelser i Irak i mange år. Især i 1980-erne var skete en stor arabisering af både turkmenere og kurdere i Irak. Tusinder af turkmenere måtte flytte fra sine hjem i Turkmeneli i Nord-Irak som led i denne arabiseringen, især i den turkmenske by Kirkuk. Efter det er mange turkmenere begyndt at registrere sig som arabere, hvilket vanskeliggør kvalificerede skøn over antallet af turkmenere i Irak. Turkmenske navne på byer, landsbyer, veje, skoler med mere blev byttet ud med arabiske.
I følge Iraks tidligere præsident Jalal Talabi, som selv var kurder, var turkmenere i Kirkuk den mest undertrykte gruppe i Irak under Saddam Husseins styre.

## Kurdificering af turkmenere og kurdiske forfølgelser
Turkmenere har også været udsatte for angreb fra kurdere. I 1959 opstod der blodige optøjer i Kirkuk, da det irakiske kommunistparti (ICP) holdt 1. maj demonstration, og der udviklede sig gadekampe, som fik en etnisk karakter. ICPs hovedsageligt kurdiske tilhængere dræbpte eller skadede hundredvis af turkmenere. Denne begivenhed fik senere betegnelsen Kirkukmassakren i 1959. Saddam Hussein har senere rejst statuer i Kirkuk af to turkmenere, som blev dræbte af kurdere, formodentlig for at øge spændingen mellem kurdere og turkmenere.
I 1990-erne begyndte også kurdificering af turkmenere. Human Rights Watch rapporterede i år 2000, at medlemmer af det kurdiske parti KDP havde angrebet det turkmenske partis lokaler i Erbil og dræbt 2 turkmenere.
Siden 2003 har arabisering af turkmenere i endnu højere grad været erstattet af kurdificering Kurdere er af flere internationale organisationer blevet beskyldte for at tvangsforflytte og forfølge  turkmenere fra Kirkuk og andre store byer i de nordlige dele af Irak. Kurdiske sikkerhedstyrker har også arresteret hundredeis af arabere og turkmenere. Flere af dem er blevet tortureret.

## Sprog
Irakiske turkmenere taler Oghuz-tyrkisk. Sproget betragtes som en dialekt af Aserbajdsjansk. Skriftsproget er det samme, som bliver brugt i Tyrkiet, det vil sige standard tyrkisk med latinske bogstaver. Historisk set er ordet "turkmener" blevet brugt synonymt med tyrker.
I dag er turkmensk et af de offentlige sprog i Kirkuk ved siden af kurdisk og arabisk, samt andre hvor turkmenere holder til. Dette er en rettighed slået fast i den nye Grundlov for Irak, paragraf 4..

## Historie
Den første store turkmenske bølge til Irak skete allerede i slutningen af 600-tallet. Turkmenere var kendt som gode riddere og krigere og kom til Irak som lejesoldater for muslimske herskere. Den næste bølge med turkmenere skete i forbindelse med seldsjukkernes indtagelse af Irak i begyndelsen af 1000-tallet, mens den tredje store bølge af turkmenere kom efter, at Irak kom under osmannisk styre i begyndelsen af 1500-tallet.

## Kendte irakiske turkmenere
- İhsan Doğramacı, fysiker og akademiker, æresmedlem af organisationer som WHO og UNICEF.
- Abdurrahman Kızılay, komponist, berømt for sange om Kirkuk.
- Abdülvahab Barğaş, også kendt som "Haba", sanger.
- Mehmet Ali Erbil, tyrkisk komiker, filmstjerne og programleder.
- Reha Muhtar, tyrkisk nyhedsreporter og programleder
- Hijri Dede, lyriker
- Sinan Erbil, musiker
- Princess Fahrelnissa Zeid, malerkunstner
- Mehmet Türkmehmet, midtbanespiller for Diyarbakirspor
- Younis Mahmoud, fotboldspiller og kaptajn for Iraks landshold.